# São Martinho (Santa Catarina)
São Martinho es un municipio brasileño del estado de Santa Catarina. Tiene una población estimada al 2021 de 3 162 habitantes.

## Historia
Fue fundado en 1865 con la llegada de inmigrantes alemanes. El nombre de la ciudad, San Martín, es en homenaje al santo patrón de varias comunidades germánicas. Se emancipó como municipio el 14 de noviembre de 1962.

## Turismo
La ciudad destaca por sus cascadas naturales, y su tradición alemana en urbanismo y gastronomía.

## Personalidades
- Aloísio Sebastião Boeing, venerable